# گرایفسوالت

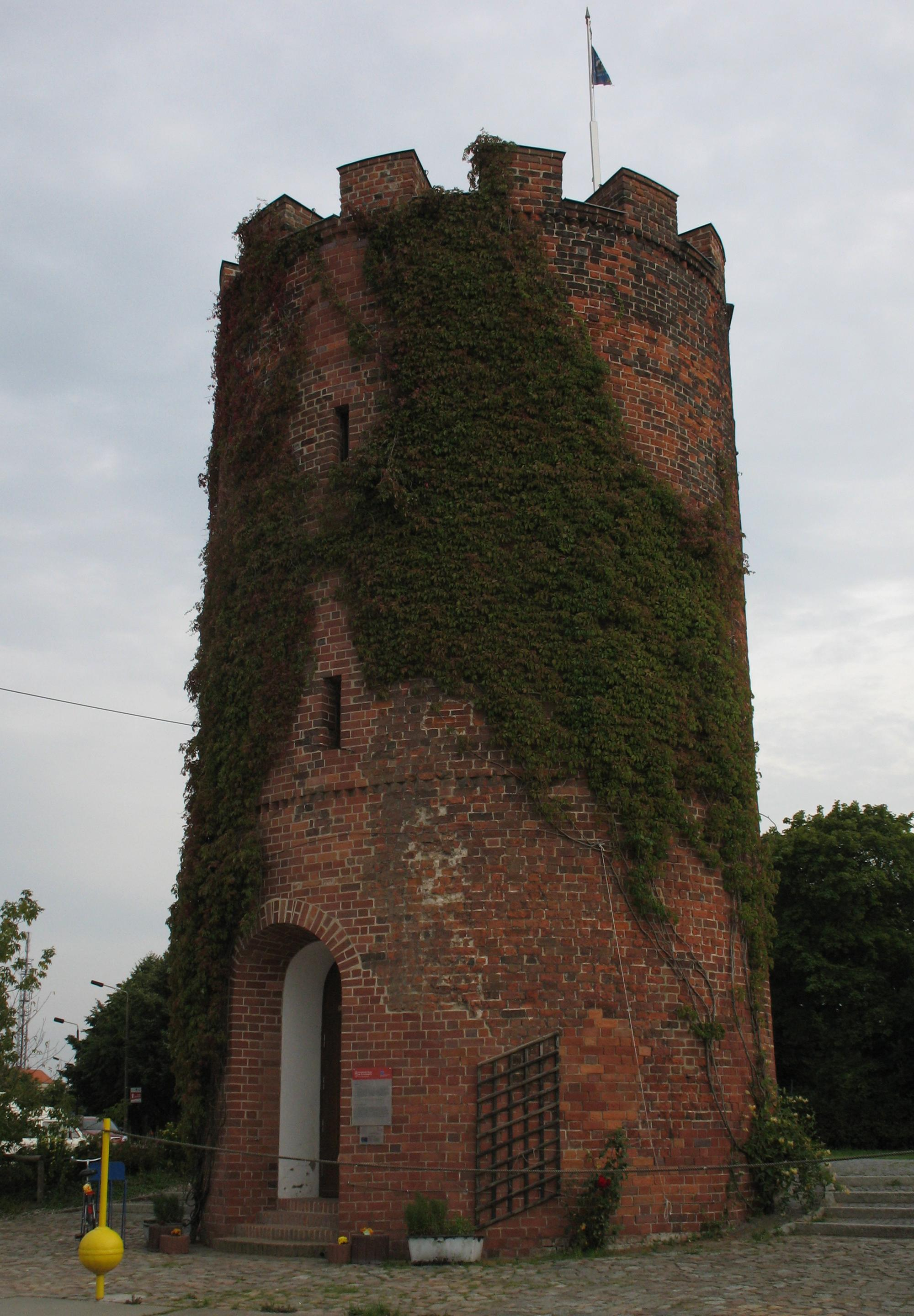

گرایفسوالت (به آلمانی: Greifswald - تلفظ: ɡʁaɪfsvalt) یکی از شهرهای شمال‌شرقی آلمان است که در ایالت مکلنبورگ-فورپومرن واقع شده‌است. این شهر در ساحل دریای بالتیک واقع شده و رودخانهٔ کوچک ریسک از داخل آن عبور می‌کند.
گرایفسوالت در میانهٔ شهرهای برلین و هامبورگ قرار گرفته و از هرکدام از این شهرها حدود ۲۵۰ کیلومتر فاصله دارد. این شهر به‌جهت جای‌دادن دانشگاه گرایفسوالت و نیز عبور خط لولهٔ گاز از آن، در سطح بین‌المللی شناخته شده‌است.
بزرگ‌ترین جزایر آلمان به نام‌های روگن و اوسدوم در نزدیکی گرایفسوالت قرار گرفته‌است. ۱۴ پارک ملی متعلق به ۳ کشور همسایه نیز در نزدیکی این شهر واقع شده‌است.
جمعیت گرایفسوالت حدود ۵۵٬۰۰۰ نفر برآورد شده که از این تعداد ۱۲٬۵۰۰ نفر دانش‌آموز و ۵٬۰۰۰ نفر از کارکنان دانشگاه این شهر هستند.
تونی کروس، بازیکن سابق تیم ملی آلمان و رئال مادرید و بایرن مونیخ متولد این شهر است.